# Омар Рекік
Омар Рекік (фр. Omar Rekik, нар. 20 грудня 2001, Гелмонд) — нідерландський та туніський футболіст, захисник англійського клубу «Віган Атлетік».
Виступав, зокрема, за клуби «Арсенал» та «Спарта».

## Клубна кар'єра
Народився 20 грудня 2001 року в місті Гелмонд. Вихованець юнацьких команд футбольних клубів «Феєнорд», «Манчестер Сіті», ПСВ, «Марсель», «Герта» та «Арсенал».
У дорослому футболі дебютував 2020 року виступами за команду «Герта» II, в якій провів один сезон, взявши участь у 8 матчах чемпіонату. 
Своєю грою за цю команду привернув увагу представників тренерського штабу клубу «Арсенал», до складу якого приєднався 2021 року. Відіграв за «канонірів» наступний сезон своєї ігрової кар'єри.
У 2022 року уклав контракт з клубом «Спарта», у складі якого провів наступний рік своєї кар'єри гравця. 
До складу клубу «Віган Атлетік» приєднався 2023 року. Станом на 29 червня 2023 року відіграв за клуб з Вігана 11 матчів в національному чемпіонаті.

## Виступи за збірні
У 2018 році залучався до складу молодіжної збірної Тунісу. На молодіжному рівні зіграв в одному офіційному матчі.
У тому ж році також дебютував у складі юнацької збірної Нідерландів (U-18), загалом на юнацькому рівні взяв участь у 3 іграх, відзначившись одним забитим голом.
У 2021 році дебютував в офіційних матчах у складі національної збірної Тунісу.
У складі збірної був учасником Кубка африканських націй 2021 року у Камеруні.
| Дата      | Місто | Господарі | Результат | Гості      | Турнір                                     | Голи | Примітки |
| --------- | ----- | --------- | --------- | ---------- | ------------------------------------------ | ---- | -------- |
| 15-6-2021 | Радес | Туніс     | 1 – 0     | Малі       | товариський матч                           | -    | 45'      |
| 16-1-2022 | Лімбе | Туніс     | 4 – 0     | Мавританія | Кубок африканських націй 2021 - 1-й етап   | -    | 80'      |
| 23-1-2022 | Гаруа | Нігерія   | 0 – 1     | Туніс      | Кубок африканських націй 2021 - 1/8 фіналу | -    | 90+4'    |
| Усього    |       | Матчів    | 3         |            | Голів                                      | 0    |          |